# إدفين مرادوفيتش
إدفين مرادوفيتش (بالفرنسية: Edvin Muratovic)‏ هو لاعب كرة قدم لوكسمبورغي، ولد في 15 فبراير 1997 في دوديلانج في لوكسمبورغ. لعب مع نادي ميتز.

## وصلات خارجية
- إدفين مرادوفيتش على موقع الاتحاد الدولي (مؤرشف)  (الإنجليزية)
- إدفين مرادوفيتش على موقع الاتحاد الأوربي (الإنجليزية)
- إدفين مرادوفيتش على موقع قاعدة بيانات كرة القدم.إي يو (الإنجليزية)
- إدفين مرادوفيتش على موقع ناشيونال فوتبول تيمز (الإنجليزية)
- إدفين مرادوفيتش على موقع Soccerway.com (الإنجليزية)
- إدفين مرادوفيتش على موقع عالم كرة القدم.نت (الإنجليزية)